# 阿拉伯眶燈魚
阿拉伯眶灯鱼（学名：Diaphus arabicus）为輻鰭魚綱燈籠魚目灯笼鱼科的其中一種，其种加词“arabicus”意为“阿拉伯的”。分布於西印度洋區的阿拉伯海海域，屬深海魚類，棲息深度可達468公尺。